# Aleksandrowka (rejon rylski)
Aleksandrowka (ros. Александровка) – chutor w zachodniej Rosji, w sielsowiecie studienokskim rejonu rylskiego w obwodzie kurskim.

## Geografia
Miejscowość położona jest nad rzeką Obiesta, 3 km od centrum administracyjnego sielsowietu studienokskiego (Studienok), 22 km od centrum administracyjnego rejonu (Rylsk), 127 km od Kurska.

## Demografia
W 2010 r. chutor zamieszkiwało 146 osób.